# Bivacco Bruno Petazzi
Il bivacco Bruno Petazzi (noto anche come bivacco Ledù) è un bivacco in gestione al CAI di Dongo, situato nel comune di Livo (CO), presso il laghetto alpino Lago Ledù a 2246 m s.l.m.
Per ulteriori informazioni https://www.caidongo.it/rifugi/bivacco-petazzi-ledu/.

## Caratteristiche
Il bivacco è costituito da una piccola struttura metallica che può essere utilizzata come ricovero in caso di emergenza. Nel bivacco si trovano nove posti letto, alcune pentole e posate oltre a un fornelletto da campeggio solitamente privo di bombola. È possibile procurarsi acqua al laghetto presso il bivacco, durante il periodo invernale è possibile far sciolgliere neve e ghiaccio. La struttura si trova presso il Lago Ledù nei pressi del Pizzo Ledù e del Pizzo Rabbi.

## Accessi
Ci sono diversi modi per raggiungere il bivacco Petazzi. La via più nota parte dal comune di Livo, in particolare dalla località Dangri.
Il sentiero che parte da Livo coincide con il sentiero per raggiungere Capanna Como fino a località Pianezza dove si trova un bivio dotato di cartelli e indicazioni, il prosieguo da Pianezza al Bivacco Petazzi risulta poco utilizzato e a tratti poco indicato, motivo per cui, in situazioni di scarsa visibilità, diviene facile perdersi. Difficoltà sentiero EE a causa del notevole dislivello, partendo da Pianezza si affronta una ripida salita all'interno di una foresta di faggi per poi arrivare all'alpe d'Inghirina, proseguendo in salita lungo alpeggi e superando poi alcuni tratti lievemente esposti oltre a passaggi su rocce e massi. Tempo di percorrenza circa 5 ore partendo da località Dangri.
In alternativa si può arrivare al bivacco dalla Val Bodengo o attraverso l'Alta via del Lario.

## Ascensioni
- Pizzo Cavregasco (2535 m)
- Pizzo Ledù (2505 m)
- Pizzo Rabbi (2452 m)

## Galleria d'immagini

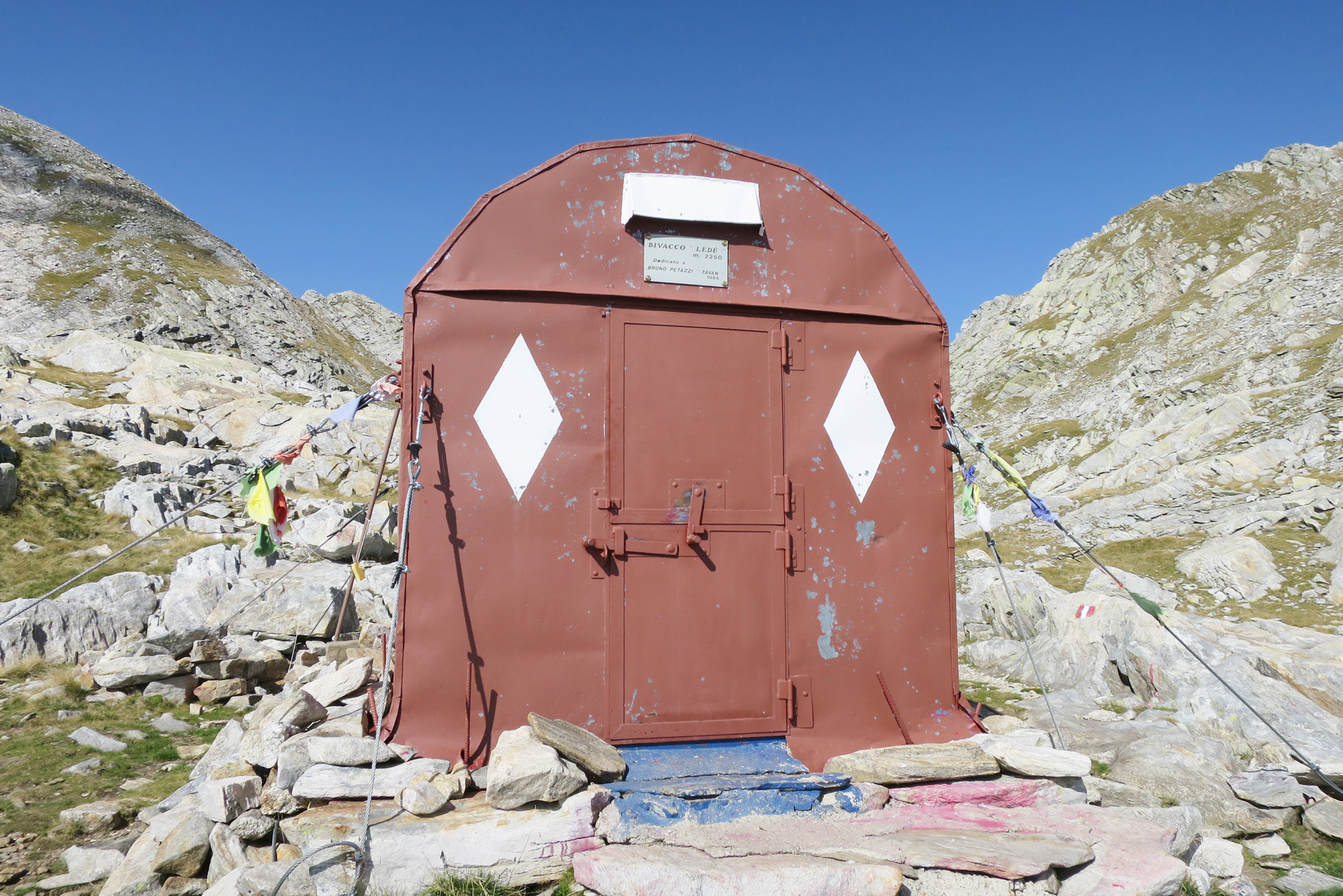
Bivacco Petazzi al lago Ledù
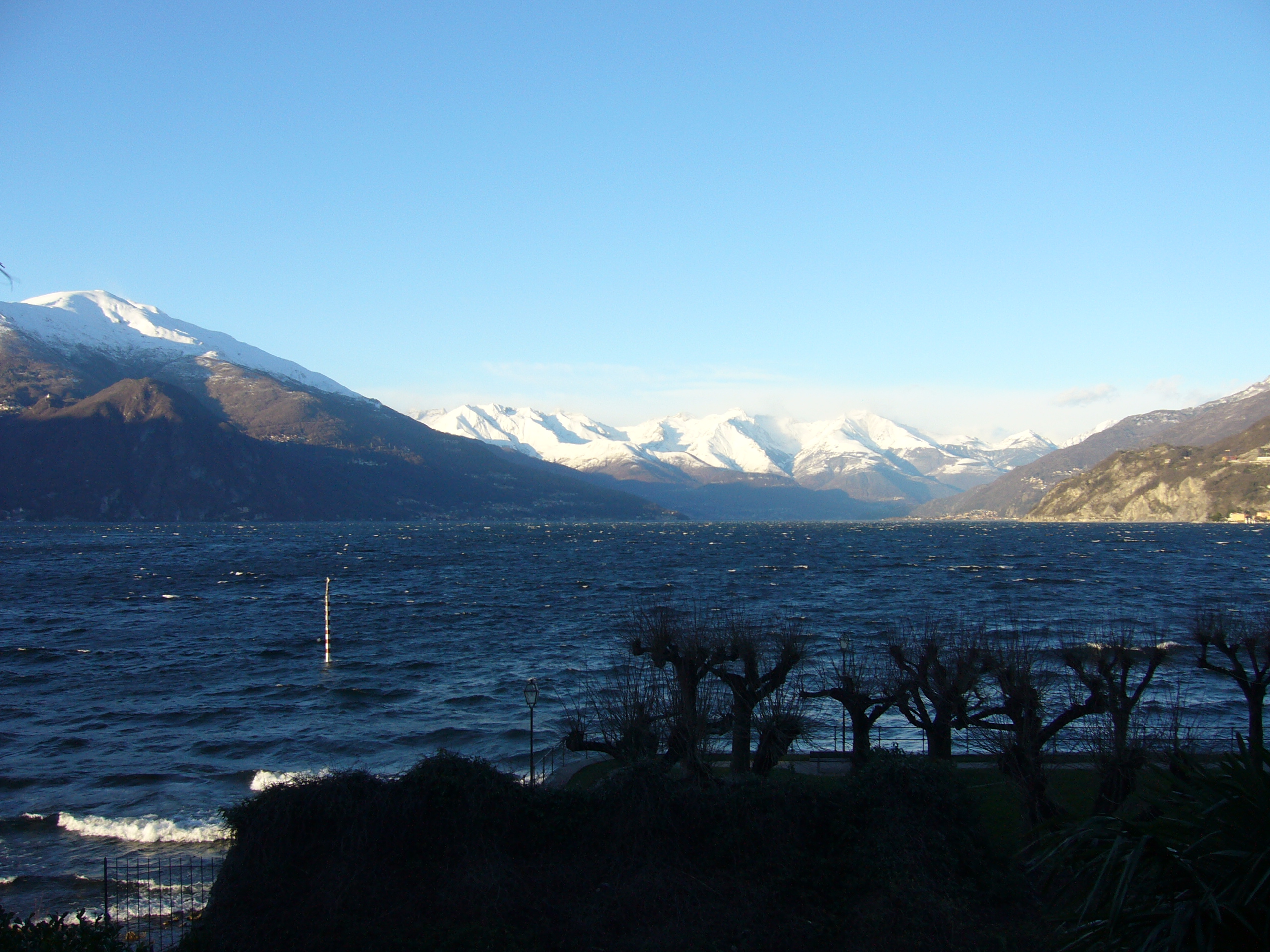
Al centro il Pizzo Ledù e il Pizzo Cavregasco visti da Bellagio